# Paul Dunlap
Paul William Dunlap (* 19. Juli 1919 in Springfield, Ohio; † 11. März 2010 in Palm Springs, Kalifornien) war ein US-amerikanischer Filmkomponist.

## Leben
Dunlap zeichnete für die Filmmusik von etwa 200 Filmen und Fernsehstücken verantwortlich und arrangierte und leitete viele weitere. Zahlreich sind seine Beiträge zu B-Filmen der 1940er- und 1950er-Jahre sowie Komödien, unter anderem für Abbott und Costello und die Three Stooges.

## Filmografie (Auswahl)
- 1950: Der Baron von Arizona (The Baron of Arizona)
- 1950: Gangster von Chicago (Hi-Jacked)
- 1951: Cry Danger
- 1951: Gib Gas, Joe! (Excuse my Dust)
- 1951: Die Hölle von Korea (The Steel Helmet)
- 1951: Tödliche Pfeile (Little Big Horn)
- 1952: Park Row
- 1952: Das Tor zur Hölle (Hellgate)
- 1952: Menschenjagd in San Francisco (The San Francisco Story)
- 1953: Geheimkommando Afrika (The Royal African Rifles)
- 1953: Fort der Rache (Fort Vengeance)
- 1954: Kampfstaffel Feuerdrachen (Dragonfly Squadron)
- 1954: Schwarzer Freitag (Black Tuesday)
- 1956: Tolle Jungs im Einsatz (Dance With Me, Henry)
- 1956: Im Lande Zorros (Stagecoach to Fury)
- 1957: I Was a Teenage Frankenstein
- 1957: Massaker (Dragoon Wells Massacre)
- 1957: Der Tod hat schwarze Krallen (I Was a Teenage Werewolf)
- 1958: Die Hexenküche des Dr. Rambow (Frankenstein 1970)
- 1958: Der Seewolf (Wolf Larsen)
- 1959: Weltraumschiff MR-1 gibt keine Antwort (The Angry Red Planet)
- 1961: Flucht aus der Hölle (Seven Women from Hell)
- 1962: Haut den Herkules (The Three Stooges Meet Hercules)
- 1963: Schock-Korridor (Shock Corridor)
- 1964: Der nackte Kuß (The Naked Kiss)
- 1964: Postkutsche nach Thunder Rock (Stage to Thunder Rock)
- 1966: Cyborg 2087